# Jardines de Laribal
Los jardines de Laribal se encuentran en la montaña de Montjuïc, en el distrito de Sants-Montjuic de Barcelona. Fueron realizados entre 1917 y 1924, con motivo de la Exposición Internacional de Barcelona de 1929, siendo obra de Jean-Claude Nicolas Forestier y Nicolás María Rubió Tudurí.

## Historia

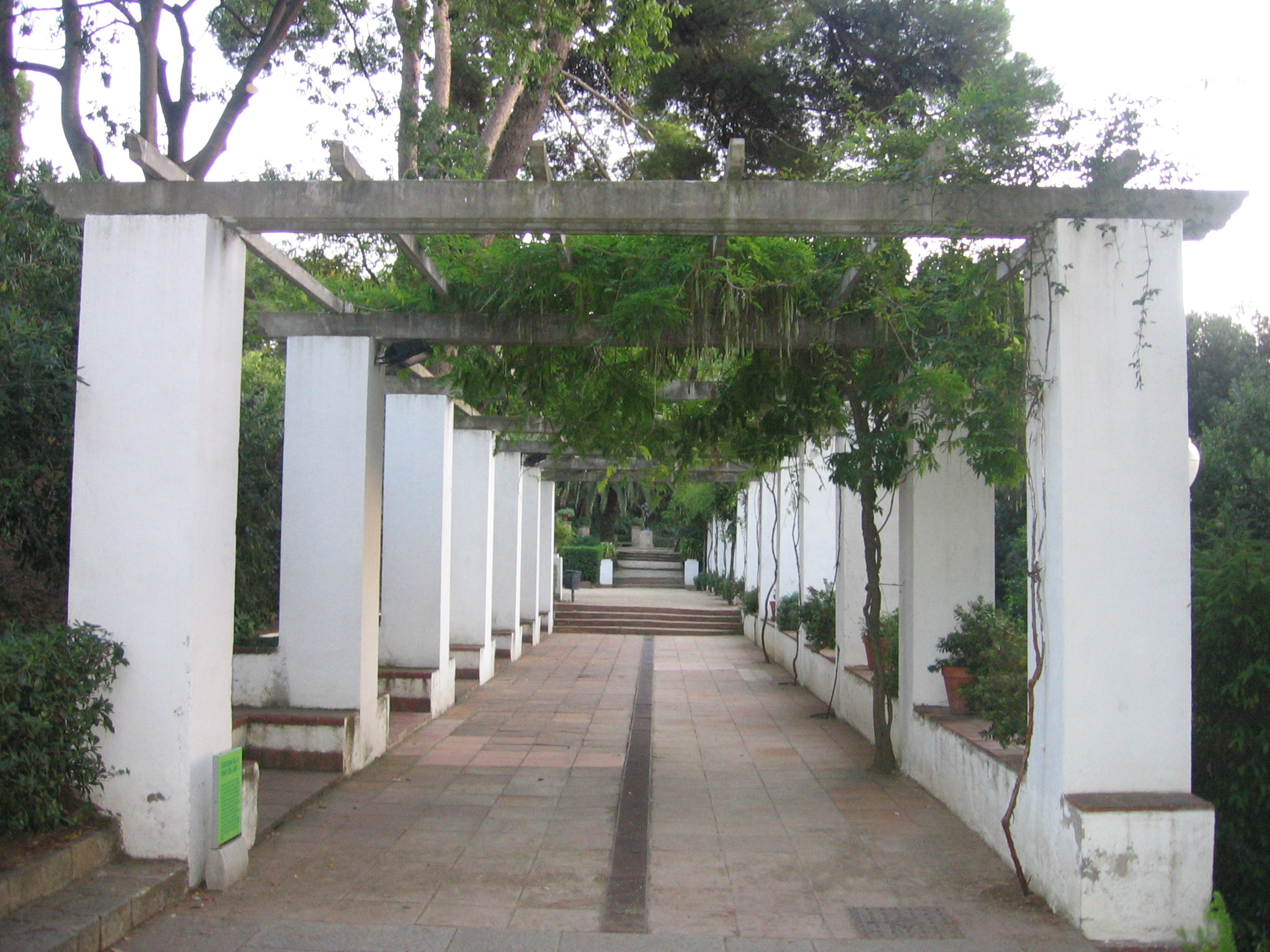
Pérgola.

La iniciativa de ajardinar la montaña de Montjuïc surgió a finales del siglo XIX: en 1894 se elaboró un proyecto a cargo de Josep Amargós que finalmente no fue llevado a término; en 1905 otro proyecto preveía la retirada de la distinción de plaza militar y la creación de un parque con jardines, pero no fue aprobado; en 1914 se hizo la primera actuación efectiva con la apertura de una avenida que conducía desde la Gran Vía hasta la zona de Miramar, a cargo nuevamente de Josep Amargós. Finalmente, el impulso definitivo se produjo con la celebración de la Exposición Internacional de 1929: en 1917 comenzaron las obras de urbanización de la ladera norte de la montaña, a cargo del ingeniero Mariano Rubió y Bellver, mientras que el proyecto de ajardinamiento corrió a cargo del paisajista francés Jean-Claude Nicolas Forestier, que contó con la colaboración de Rubió Tudurí —director de Parques y Jardines de Barcelona entre 1917 y 1937—, que realizó un conjunto de marcado carácter mediterráneo y gusto clasicista. Las obras se prolongaron hasta 1924, y consistieron principalmente en la constitución de los jardines de Laribal, de estilo hispanoárabe, que a través de una serie de terrazas con pérgolas, plazoletas y fuentes (como la famosa Font del Gat) desembocaba en el Teatro Griego, un teatro al aire libre inspirado en los antiguos teatros griegos —especialmente en el de Epidauro—, proyectado por Ramon Reventós. En la misma montaña de Montjuïc, Forestier y Rubió trazaron también los jardines del Teatro Griego, los de Miramar y los del Umbráculo.
El nombre de Laribal proviene del antiguo propietario del terreno, el periodista y político republicano Josep Laribal, comprado por el Ayuntamiento en 1909.

## Descripción

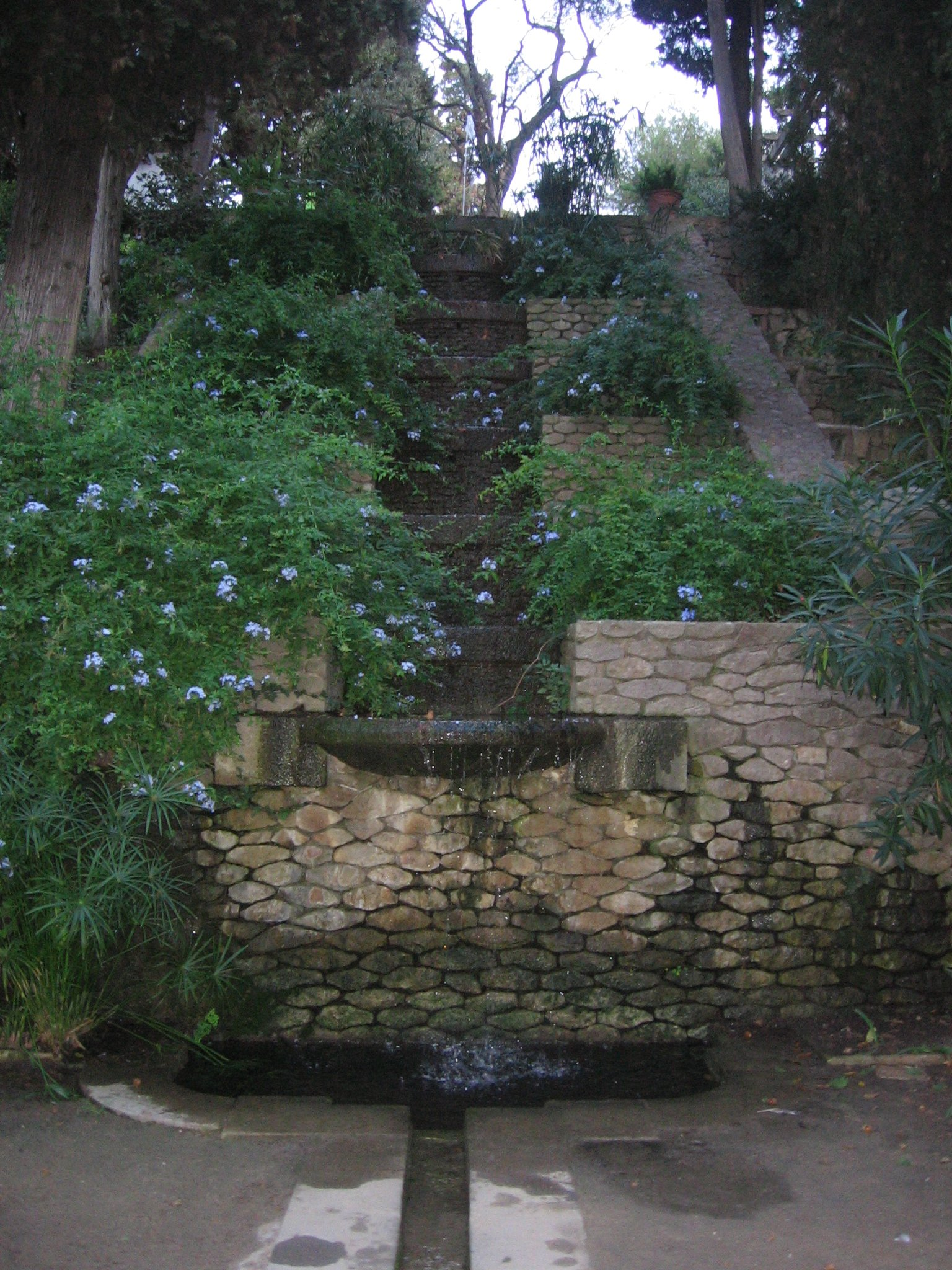
Cascada de la Font del Gat.

Los jardines están estructurados por terrazas a través de varios niveles, unidos por caminos y escalinatas. Las zonas más llanas están protegidas del sol a través de una serie de pérgolas de ladrillo visto, piedra y pilares blancos. Asimismo, la presencia de fuentes, bancos y adornos de azulejo, juegos de agua y macetas de flores en alféizares y barandillas, otorgan al conjunto una cierta similitud con los cármenes granadinos.
Los jardines albergan varios espacios singulares, como las escaleras del Generalife, que conectan los jardines de Laribal y los del Teatro Griego con la Fundación Joan Miró y el Jardín de Esculturas, diseñadas por Forestier con inspiración en el Generalife, con estanques con fuentes en los rellanos y cascadas en los pasamanos. También se encuentra en su ámbito la Font del Gat, una famosa fuente con un surtidor en forma de cabeza de gato, obra del escultor Josep Antoni Homs. Al lado de la fuente el antiguo propietario, Josep Laribal, construyó una villa de estilo neoárabe, obra de Josep Puig i Cadafalch, que fue restaurante por un tiempo y actualmente es sede del Centro de Acogida del Parque de Montjuïc. Cerca de este edificio hay una fuente de cerámica esmaltada con motivos marinos, obra de Josep Llorens i Artigas, que antiguamente tenía un surtidor en forma de pez, ya desaparecido. En la entrada al jardín por el paseo de Santa Madrona hay otra fuente, denominada fuente del Sátiro.
En otro espacio se encuentra la rosaleda de la Colla de l'Arròs, un patio ovalado rodeado de cipreses, debajo de una pérgola con pilares de terracota, que alberga una serie de parterres rectangulares con distintas variedades de rosales, así como un estanque cuadrangular con azulejos esmaltados en el centro. Junto a la rosaleda hay una glorieta de cipreses con una fuente en el centro, que antiguamente tenía un surtidor con un busto femenino de mármol, hoy desaparecido. Por último, la plaza del Claustro conecta los jardines de Laribal con los del Teatro Griego, donde destacan tres grandes plataneros.
En el recinto de los jardines se encuentran varias esculturas que otorgan al conjunto un aire más artístico: Estival, de Jaume Otero (1929), un desnudo femenino en mármol de estilo art déco; Joven de la trenza, de Josep Viladomat (1928), otro desnudo efectuado en bronce; y Reposo (1925), un nuevo desnudo femenino en piedra, obra de Josep Viladomat sobre un original de Manolo Hugué.
Dentro de los jardines se sitúa el Museo Etnológico de Barcelona, y en sus aledaños se encuentra la Fundación Joan Miró, así como el jardín de Esculturas.

## Vegetación
La vegetación es en su mayor parte de tipo mediterráneo, con especies como: pino carrasco (Pinus halepensis), pino piñonero (Pinus pinea), laurel (Laurus nobilis), naranjo amargo (Citrus aurantium), ciprés (Cupressus sempervirens), acacia (Robinia pseudoacacia), aligustre (Ligustrum lucidum), pitosporo (Pittosporum tobira), adelfa (Nerium oleander), evónimo del Japón (Evonymus japonicus), hoja de salón (Aspidistra elatior), geranio (Pelargonium sp.), glicinia (Wisteria sinensis), rosa de Banksia (Rosa banksiae), lavanda (Lavandula angustifolia), romero (Salvia rosmarinus), hiedra (Hedera helix), pino australiano (Casuarina cunninghamiana), eucalipto (Eucalyptus globulus), ciprés de Lambert (Cupressus macrocarpa), cedro del Himalaya (Cedrus deodara), platanero (Platanus X hispanica), etc.

## Galería

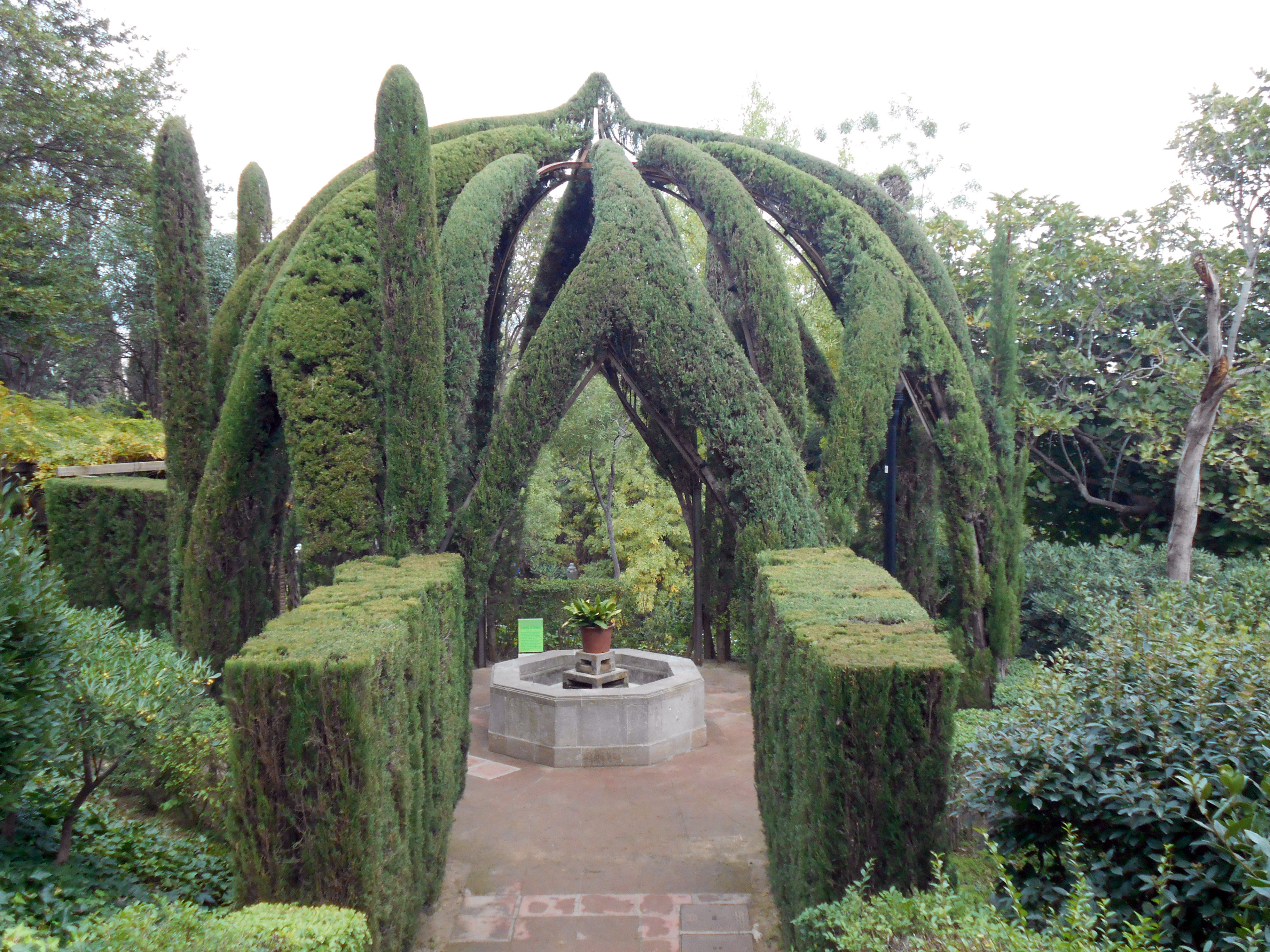
Glorieta de cipreses.
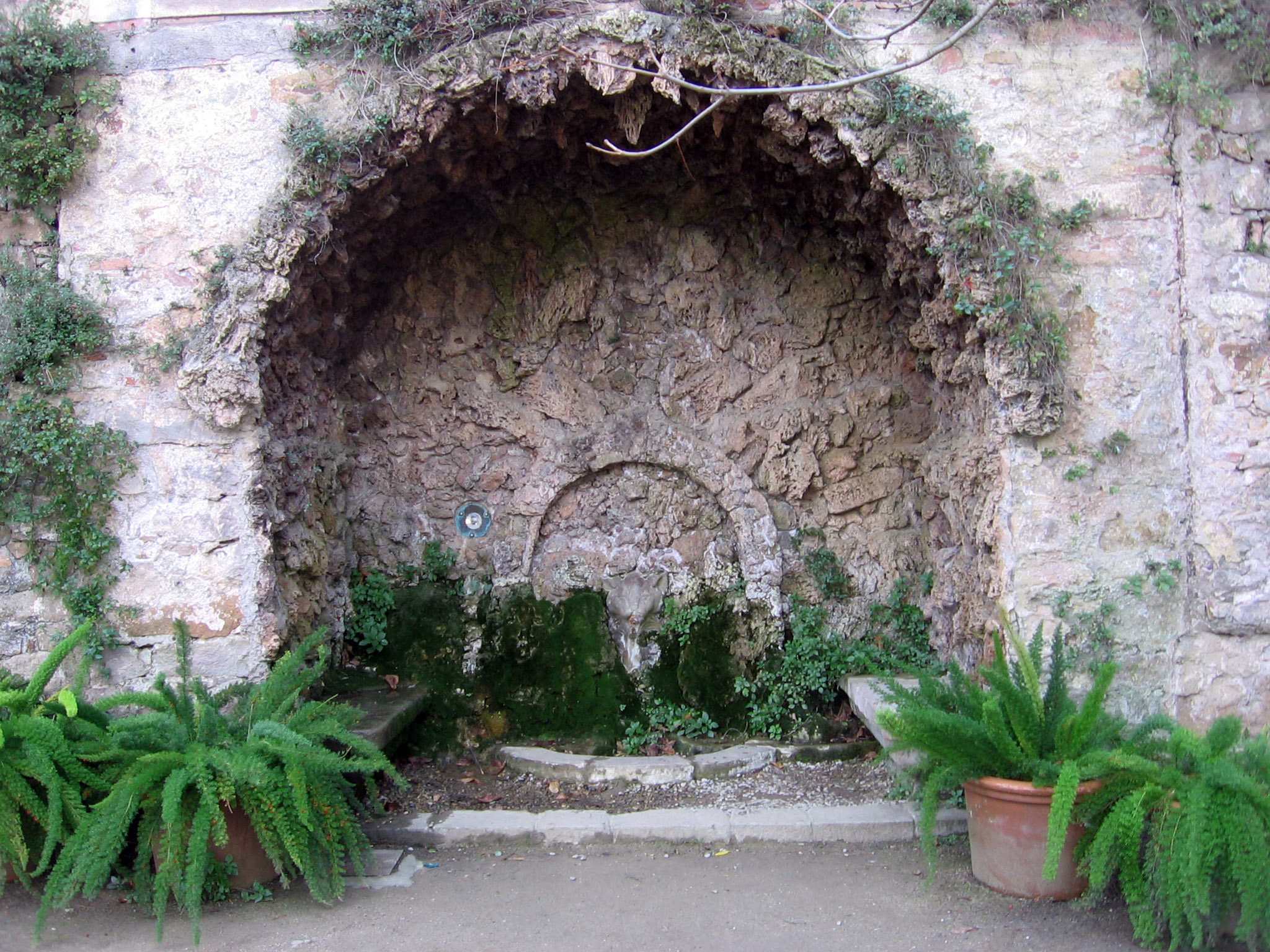
Font del Gat.
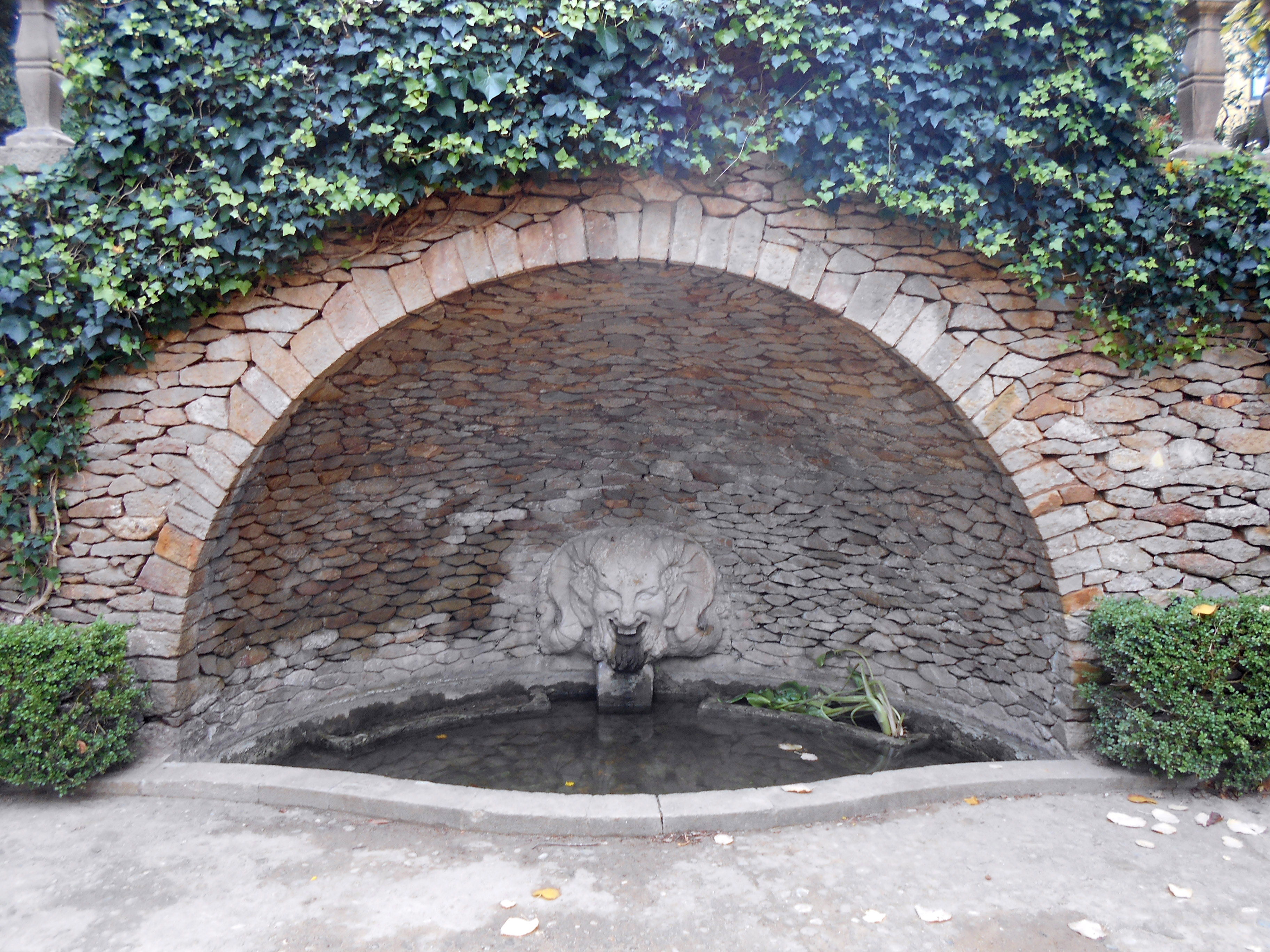
Fuente del Sátiro.
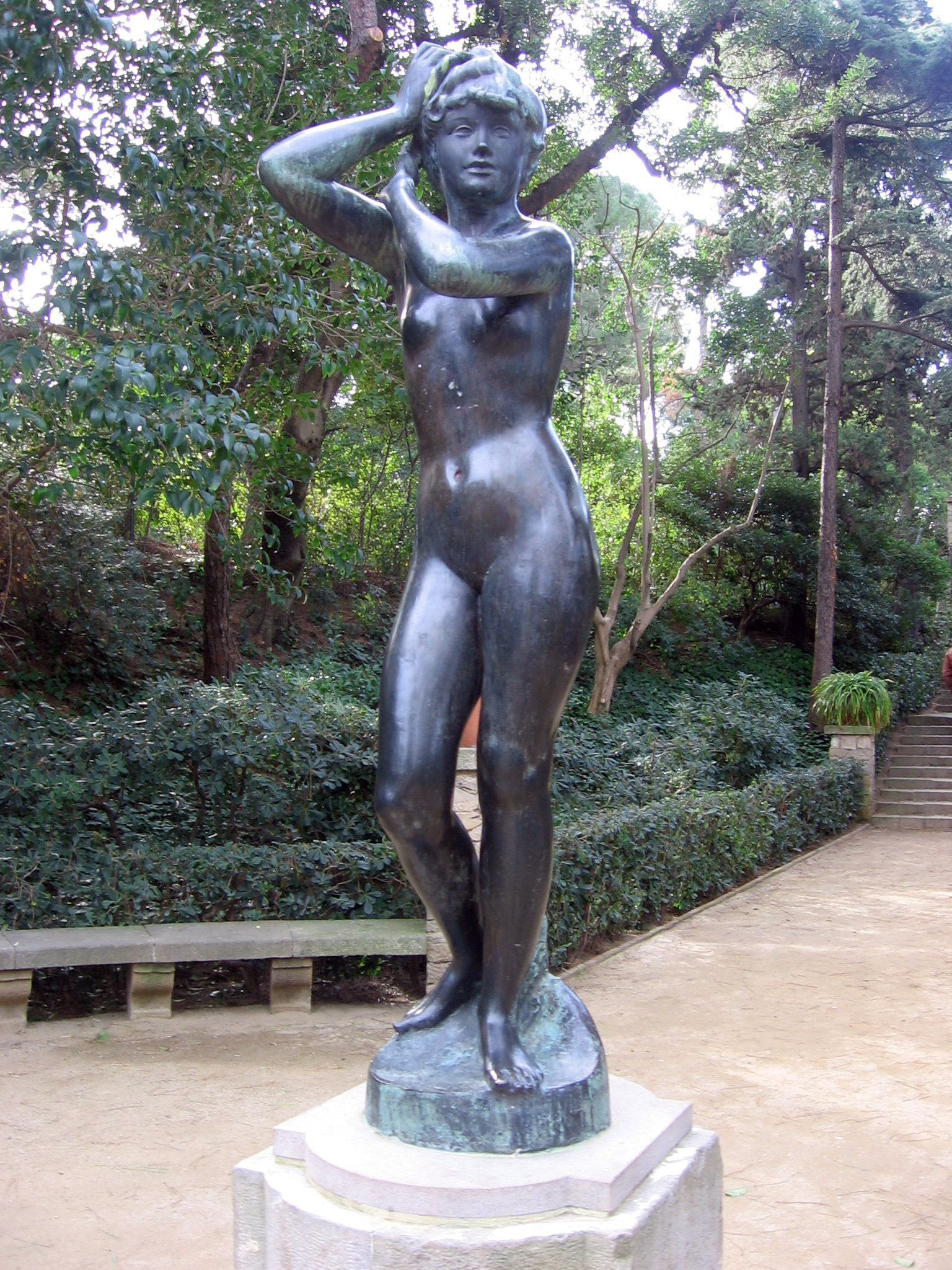
Joven de la trenza, de Josep Viladomat.
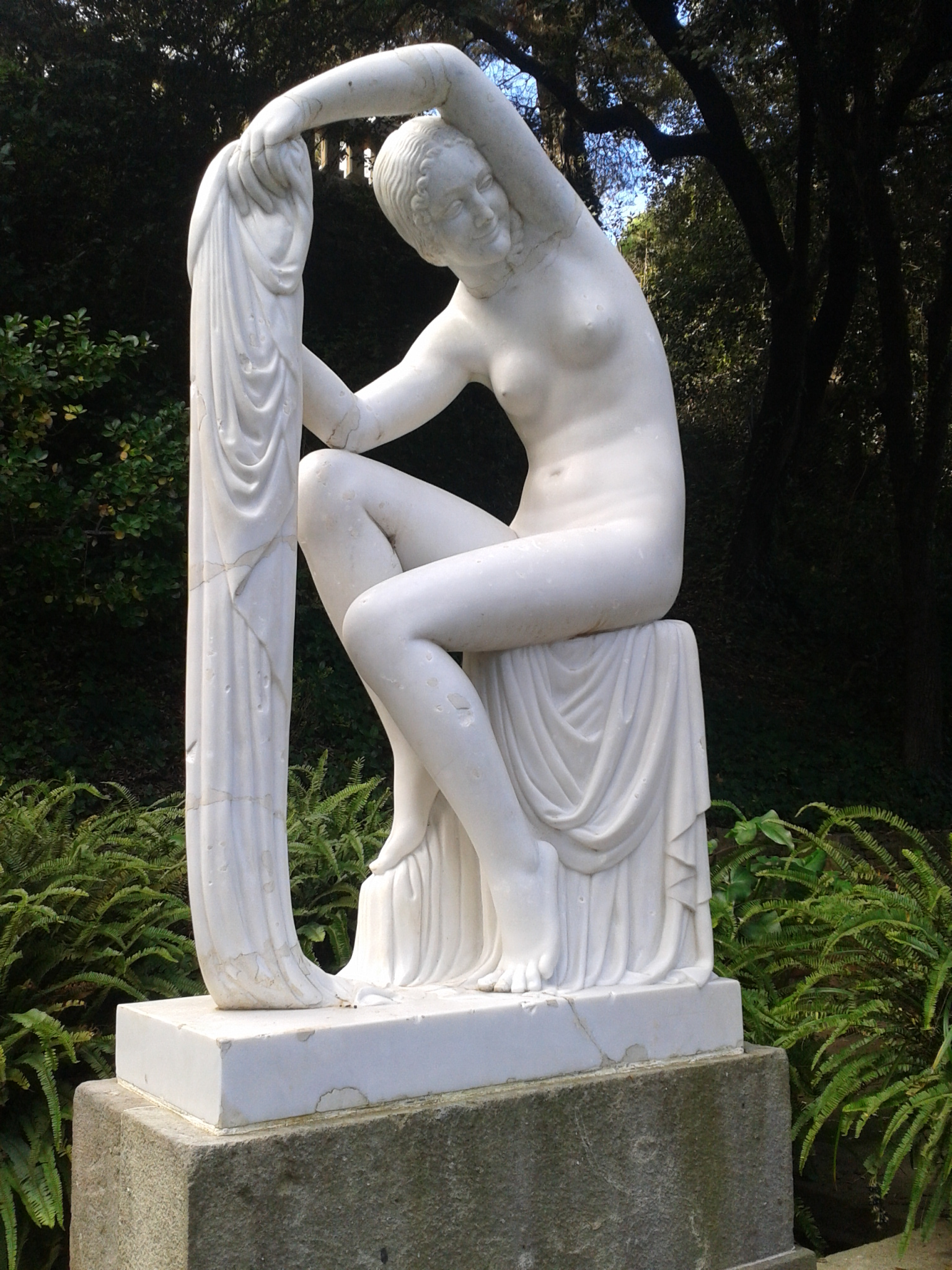
Estival, de Jaume Otero.
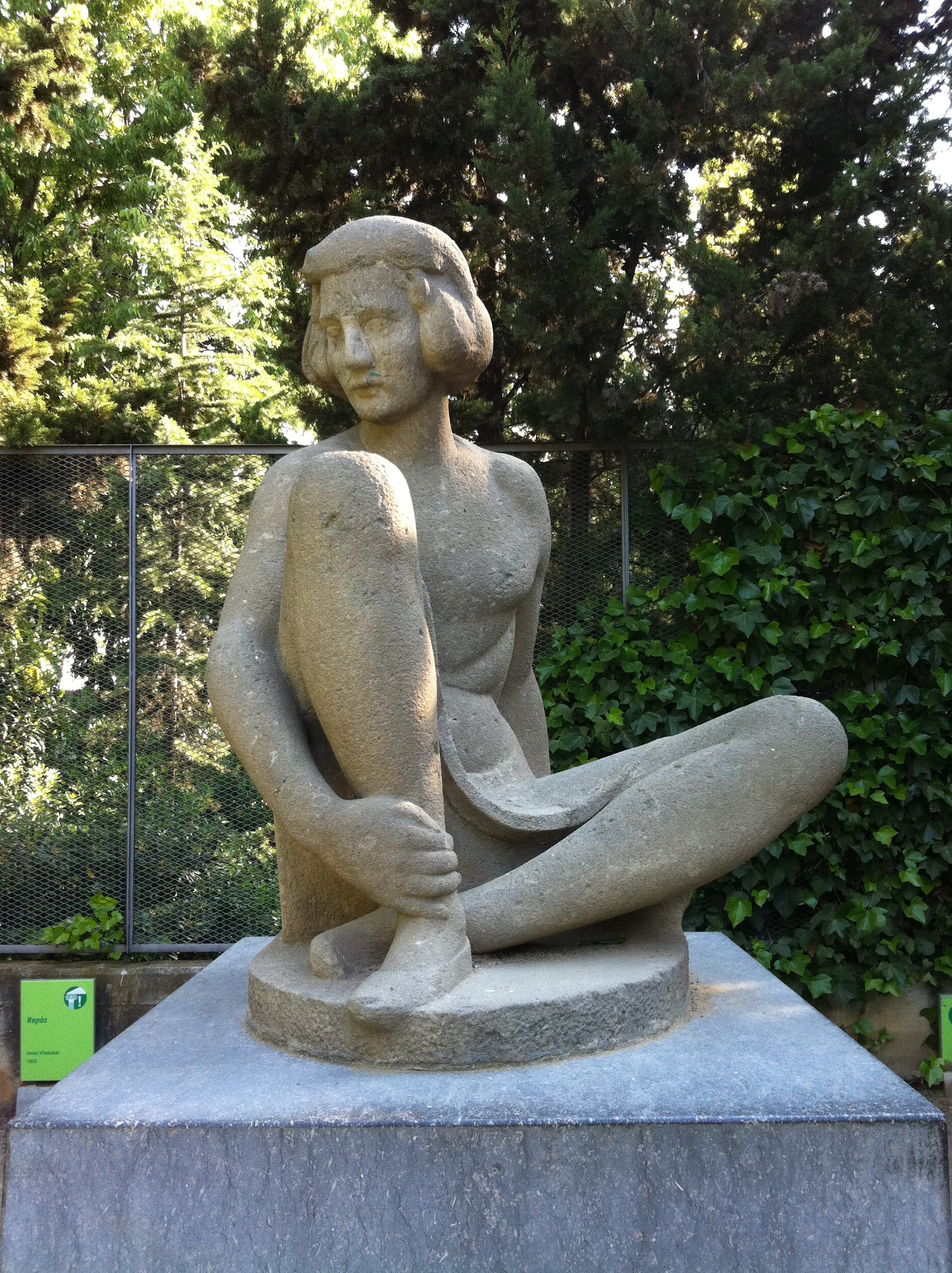
Reposo, de Josep Viladomat.
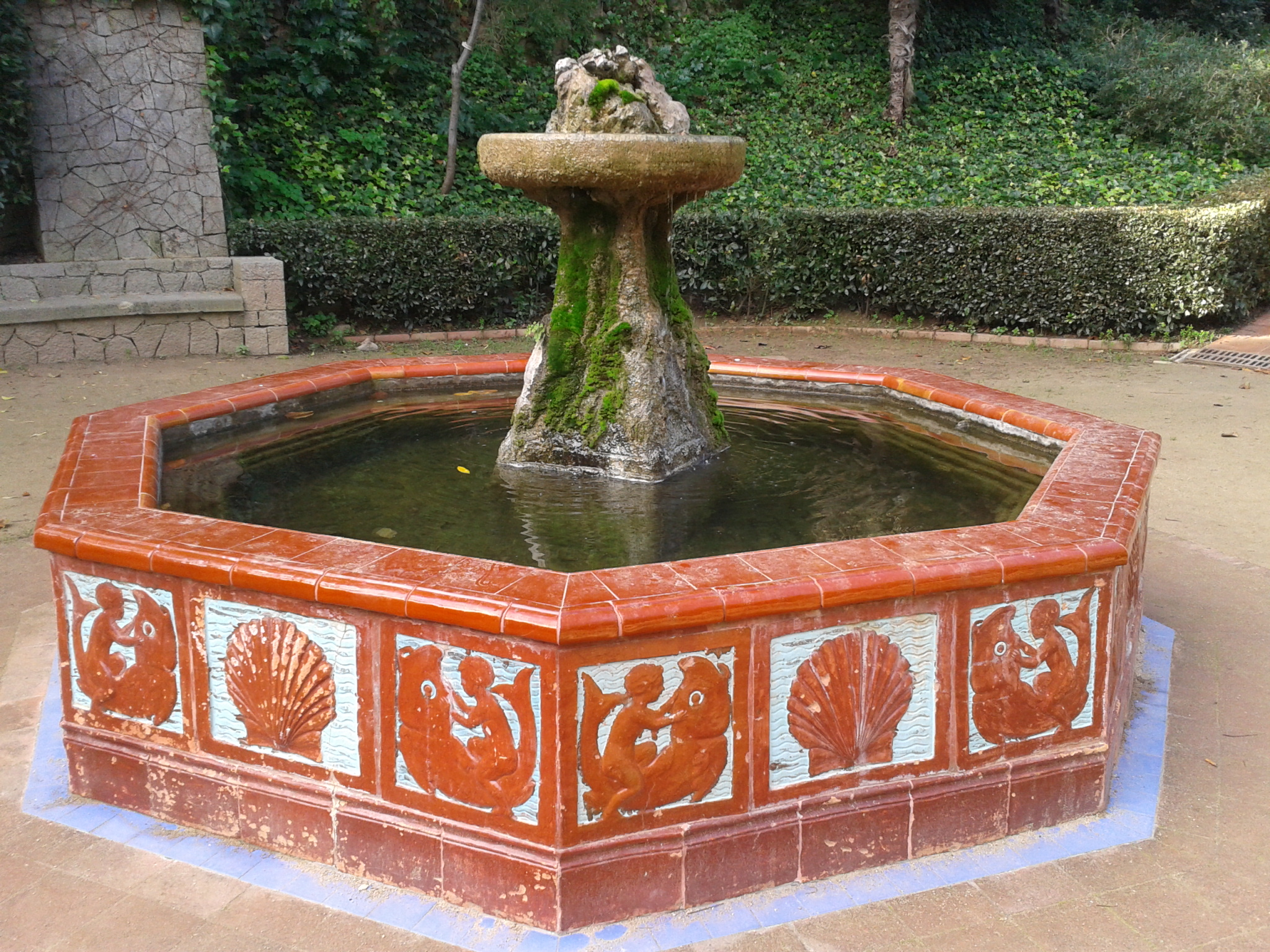
Fuente de cerámica.